# بوکر تی. جونز
بوکر تالیافرو جونز جونیور (انگلیسی: Booker Taliaferro Jones Jr.؛ زادهٔ ۱۲ نوامبر ۱۹۴۴) موسیقی‌دان، ترانه‌نویس و تهیه‌کننده موسیقی اهل ایالات متحده آمریکا است.
 وی از سال ۱۹۶۲ میلادی تاکنون مشغول فعالیت بوده‌است.
 او در طول حرفه خود یک جایزه گرمی کسب کرده‌است.
از فیلم‌ها یا برنامه‌های تلویزیونی که وی در آن نقش داشته‌است می‌توان به اتحاد اشاره کرد.